# 泉州朝鮮初級学校
泉州朝鮮初級学校（せんしゅうちょうせんしょきゅうがっこう、센슈조선초급학교）は、大阪府泉大津市にかつて存在した朝鮮学校。学校法人大阪朝鮮学園が運営していた。
日本の小学校・幼稚園に相当する教育を行っていたが、学校教育法における非一条校であり各種学校扱いであった。

## 沿革
泉北郡八坂町（現在の和泉市）・岸和田市・泉大津市にそれぞれ設置された朝鮮学校3校が学校のルーツとなっている。
太平洋戦争の終戦に伴い、1945年後半には朝鮮人児童に朝鮮語を教える国語講習所が泉州地域にも複数設置された。国語講習所を母体として、泉北郡八坂町（現在の和泉市）に泉北朝鮮学院（1946年1月）、岸和田市に岸和田朝鮮学院（1947年4月）、泉大津市に泉大津朝鮮学院（1947年4月）の3校が相次いで開校した。
各校は1949年3月1日付でそれぞれ、朝聯私立泉北小学校、朝聯私立岸和田小学校、朝聯私立泉大津小学校と改称した。しかし朝鮮学校閉鎖令の影響で、岸和田・泉大津の各校は一時閉鎖を余儀なくされた。一方で泉北小学校は閉鎖に抗して学校運営を継続した、泉北小学校は1954年に泉北朝鮮初級学校へと改称している。
1954年には泉大津市に泉大津朝鮮小学校（1958年泉大津朝鮮初級学校）が再建した。また1958年には岸和田市に岸和田朝鮮初級学校が再建し、翌1959年4月には中級部を併設し泉州朝鮮初中級学校と称した。
泉大津朝鮮初級学校は1960年4月、泉州朝鮮初中級学校（岸和田）に統合し一時休校となった。しかし翌1961年には、泉州朝鮮初中級学校泉大津分校として低学年児童のみで再開している。泉州朝鮮初中級学校は1963年に南大阪朝鮮初中級学校に改称し、さらに1964年には泉大津分校が独立して泉大津朝鮮初級学校が再開している。
1977年には泉北・泉大津・南大阪の3朝鮮学校の初等部が統合し、泉州朝鮮初級学校が泉大津市・泉大津朝鮮初級学校敷地に開設された。一方で南大阪朝鮮初中級学校は中等部のみの学校に改編され南大阪朝鮮中級学校と称したが、2002年に東大阪朝鮮中級学校に統合される形で廃校となっている。
- 1946年1月 - 泉北朝鮮学院を開設（泉北郡八坂町）。
- 1947年4月1日 - 岸和田朝鮮学院を開設（岸和田市）。
- 1947年4月10日 - 泉大津朝鮮学院を開設（泉大津市）。
- 1949年 - 朝鮮学校閉鎖令により岸和田・泉大津の各校は一時閉鎖。
- 1954年 - 泉大津朝鮮小学校として、泉大津市で再開。
- 1958年 - 泉大津朝鮮小学校は泉大津朝鮮初級学校に改称。
- 1960年4月 - 泉大津朝鮮初級学校を休校、泉州朝鮮初中級学校に統合。
- 1961年 - 泉大津市に泉州朝鮮初中級学校泉大津分校を設置。
- 1963年4月 - 泉州朝鮮初中級学校は南大阪朝鮮初中級学校に改称。
- 1964年4月 - 南大阪朝鮮初中級学校泉大津分校が独立、泉大津朝鮮初級学校として再開。
- 1977年 - 泉北・泉大津・南大阪（初等部）の各朝鮮学校を統合。泉州朝鮮初級学校を設置。
- 2010年 - 南大阪朝鮮初級学校と併校し閉校。

## 交通
- 南海本線 泉大津駅または松ノ浜駅